# Surviving Jeffrey Epstein
Surviving Jeffrey Epstein é uma minissérie de documentário americano sobre o criminoso sexual condenado Jeffrey Epstein, dirigida por Anne Sundberg e Ricki Stern. Consiste em 4 episódios e estreou em 9 de agosto de 2020 na Lifetime.

## Enredo
A série de documentários acompanha o criminoso sexual condenado Jeffrey Epstein, que usou seu poder e suas finanças para proteger seu comportamento predatório. Oito sobreviventes compartilham suas histórias no documentário. Courtney Wild, Rachel Kay Benavides e Virginia Roberts Giuffre aparecem na série, junto com novas vítimas que escolheram se apresentar pela primeira vez. A série continuou a ser filmada perto da data de lançamento, a fim de incluir a prisão pelo FBI da socialite britânica e suposto co-conspirador de Epstein Ghislaine Maxwell em 2 de julho de 2020.

## Produção
Em julho de 2019, foi anunciado que Anne Sundberg e Ricki Stern dirigiriam o documentário, com Robert Friedman pronto para produzir a série sob seu banner Bungalow Media + Entertainment, com estreia na Lifetime. Em janeiro de 2020, a série Lifetime deu luz verde.

## Transmissão
Nos Estados Unidos, a série estreou em 9 de agosto de 2020, com episódios consecutivos antes de terminar em 10 de agosto na Lifetime. No Reino Unido, a série estreou em 25 de agosto de 2020, com episódios consecutivos, antes de terminar em 26 de agosto, no Crime & Investigation.

## Recepção

### Resposta crítica
No Metacritic, a série tem uma pontuação média ponderada de 76 de 100, com base em 4 críticos, indicando "críticas geralmente favoráveis".

### Impacto
A National Sexual Assault Hotline nos Estados Unidos, operada pela Rape, Abuse & Incest National Network (RAINN), teve um aumento de 34% nas ligações durante a exibição do documentário.